# 姪浜出入口

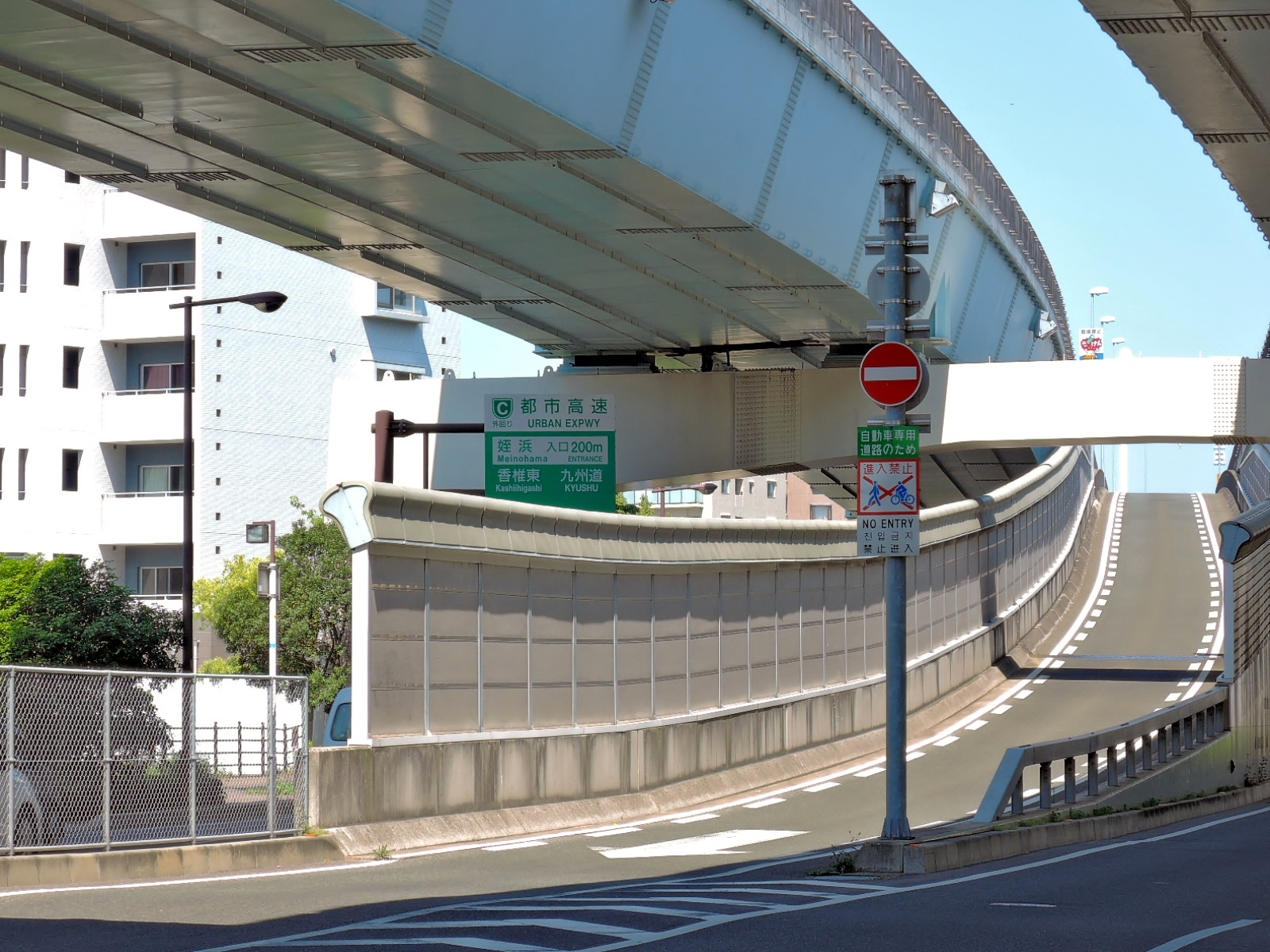
中央が天神方面から降りてくる出口。右は合流する一般道路。左は、天神方面へ向かう入口につながる一般道路

姪浜出入口（めいのはまでいりぐち）は福岡県福岡市西区にある福岡高速道路環状線の出入口。

## 周辺
- 姪浜
- 姪浜駅
- 西区役所
- 福岡西図書館
- 福岡市交通局
- マリノアシティ福岡
- マリナタウン
- 姪浜渡船場
- 小戸ヨットハーバー

## 料金所

### 天神北・香椎・水城方面
- ブース数：2
  - ETC専用：1
  - 一般：1

## 注意点
福重JCT・前原IC方面（西行き）には行けない。

## 隣
福岡高速環状線
(115)石丸入口/福重出口 - (114)姪浜出入口 - (113)愛宕出入口